# مقاطعة يونغ (تكساس)
مقاطعة يونغ (بالإنجليزية: Young  County)‏ هي إحدى المقاطعات في ولاية تكساس، الولايات المتحدة الأمريكية.